# Vasileios Rentzas
Vasileios Rentzas (in greco Βασίλειος Ρέντζας?; Melivoia, 16 aprile 1992) è un calciatore greco, centrocampista del Pierikos.

## Carriera
Ha giocato nella massima serie greca.